# هانس أندرسن فوس
هانس أندرسن فوس (بالإنجليزية: Hans Andersen Foss)‏ (25 نوفمبر 1851، مودوم في النرويج - 9 يوليو 1929)؛ روائي أمريكي.